# Nowe Poriczczia
Nowe Poriczczia (ukr. Нове Поріччя, hist. Porzecze) – wieś na Ukrainie, w obwodzie chmielnickim, w rejonie gródeckim.

## Pałac
- pałac wybudowany około 1840 r. przez Wiktora Skibniewskiego znany jest tylko z dwóch rysunków Napoleona Ordy[1].